# Åmynnet
Åmynnet – miejscowość (tätort) w Szwecji w gminie Örnsköldsvik w regionie Västernorrland. Około 370 mieszkańców.